# Kaki King
Kaki King (Katherine Elizabeth King) (Atlanta, Georgia, 1979. augusztus 24. –) amerikai énekesnő, zenész, dalszerző.

## Életrajz
Kaki King az amerikai Georgia államban, Atlantában született. Rendkívül energikusan és virtuóz technikával előadott műveivel lett ismert, melyekben remekül ötvözte az ütős és húros hangszerek sok esetben különleges használatát a széles spektrumú műfajokban előadott műveiben.
2006-ban a Rolling Stone magazinban tűnt fel a The New Guitar Gods című összeállításban, ahol is egyetlen nőként és a legfiatalabbként is szerepelt.

## Korai évek
Apja már egészen kis korában felfigyelt a család kisebbik lányának zenei fogékonyságára. Ő vezette be a gitár rejtelmeibe, amit évekig használt is és bár dobolni is tanult évekkel később mint a legtöbb kamasz esetében nála is a gitár lett a fő hangszer.
A középiskolában együtt játszott osztálytársával Morgan Jahnig-el aki később basszusgitáros lett az Old Crow Medicine Show-ban.
Miután leérettségizett az Atlantai Westminster-ben barátjával együtt jelentkezett a New York University-re. Miközben újra a gitár felé fordult egyre inkább foglalkoztatták a különleges új technikák amikben sokat fejlődött. Életének ezen időszakában többször haknizott a New York-i metróban alkalmi bandáival.

## Pályafutása
2002-ben írta alá szerződését a Velour Records-szal. Első albumán az Everybody Loves You-n már megismerhettük jellegzetes „legyező” technikáját ami leginkább a Flamencoban használt stílusra hasonlít. Különleges gitár hangolásai is említésre méltóak. Bár későbbi munkáiban a teljes zenekari hangzásra épít ez az első albuma teljesen akusztikus kivéve egy bónusz dalt amiben még énekel is. A reményteljes visszajelzések után első Észak-Amerikai turnéján népszerűsítette dalait.
Miután fellépett Conan O'Brien késő esti műsorában A Sony Records tett neki ajánlatot. Ezek után kezdett bele a másfél éves munkába ami alatt megszületett a Legs to Make Us Longer címet viselő album amiben újra speciális technikákkal jelentkezett mint a torzítók használata vagy a shoegaze technika. Ekkor használt először albumon lap steel gitárt. Az album olyan jó kritikákat kapott, hogy 2005-ben Eric Johnson előzenekaraként indult országos és világ körüli turnéra.
A turné után vágyai újra az eredeti szóló zenéje felé vezették. Szakított a Sony-val és újra a Velour Record-hoz szerződött. 2006. augusztus 8-án jelent meg ...Until We Felt Red című albuma melynek munkálatait Tortoise's John McEntire segítette. Komoly hangsúlyt kapott az elektromos gitár a Shoegazing és az effekt box-ok használata.
Dave Grohl felkérte hogy, mint a gitáros közreműködjön a Ballad of the Beaconsfield Miners-ben a Foo Fighters saját stúdióalbumán. Az Echoes, Silence, Patience & Grace, megjelent szeptember 25-én, 2007-ben. November 18-án fellépett Dave Grohl-al az O2 Arénában Londonban. Grohl így magasztalta King teljesítményét: „Vannak jó gitárosok, van néhány gitáros aki baromi jó. És van Kaki King.”
Részt vett az együttes Ausztrál turnéján ami közben befejezte Day Sleeper albumát de ez csak azután jelent meg, hogy befejezte munkáját Robin Williams, August Rush, Eddie Vedder és Sean Penn-el az Into The Wild.-ban.
A soron következő lemezéhez megnyerte segítségül Malcolm Burn-t akivel közösen készítette el a Dreaming of Revenge-et.
A kiemelkedően jó kritikák után 2008. március 4-én, jelent meg az iTunes-on a teljes lemez kiegészítve egy bónusz track-el az I Need A Girl Who Knows A Map-al. A Pull Me Out Alive videójának elkészítése után kezdte meg az új turnéját. A turnén a The Mountain Goats-al közösen fellépve promotálta a Black Pear Tree exkluzív változatát.
Mialatt turnézott Ausztráliában 2008-ban, nagyrészt elkészítette „Can Anyone Who Has Heard This Music Really Be A Bad Person?” klipjét Sydney-ben Michael Ebner rendezésében. Ezt 2009-ben New York fejezte be. Ezt követően döntötte el, hogy megcsinálja a No Bullshit Turnét aminél kisebb fellépéseken teljesen akusztikusan szólalt meg az Amerikai és Brit közönség előtt.
A turné befejezése után kezdett bele Mexican Teenagers című lemezébe. Újra szervezte a régi bandát akik az első lemezen közreműködtek és 5 dalt teljesen új köntösbe öltöztetett.
Előző lemezéhez hasonlóan a Junior című albumát is Malcolm Burn segítségével készítette el. Mélyebb szövegek és szokatlan hangszerek jelennek meg és először közreműködnek mások is a felvételekben Dan Brantigan többféle hangszeren és dobon Jordan Perlson. Korábban egyedül készítette lemezeit az összes hangszeren játszva.

## Diszkográfia
- Everybody Loves You (2003)
- Legs to Make Us Longer (2004)
- ...Until We Felt Red (2006)
- Day Sleeper (Australian tour EP) (2007)
- Dreaming of Revenge (2008)
- Black Pear Tree EP (2008) (With The Mountain Goats)
- Mexican Teenagers EP (2009)
- Junior (2010)
- Glow (2012)
- Everybody Glows B Sides & Rarities (2014)
- The Neck Is a Bridge to the Body (2015)
- Modern Yesterdays (2020)